# Rick Rubin

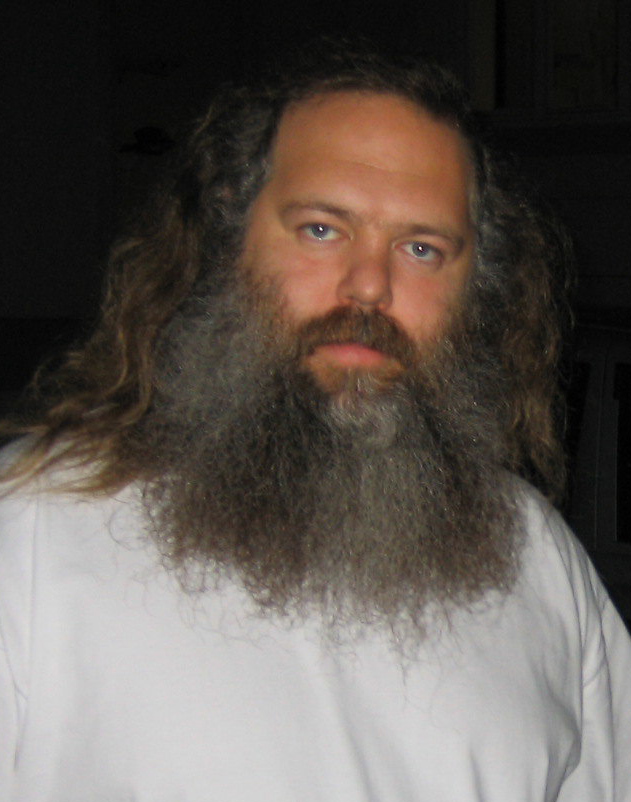
Rick Rubin (2006) in den Abbey Road Studios, London, bei der Arbeit mit der Band U2

Frederick Jay „Rick“ Rubin (* 10. März 1963 auf Long Island, New York) ist ein US-amerikanischer Musikproduzent.

## Leben
In den frühen 1980er-Jahren spielte Rubin als Gitarrist in der New Yorker Hardcore-Band The Pricks. 1984 gründete er zusammen mit Russell Simmons noch als Student an der Universität von New York (NYU) das Musik-Label Def Jam Recordings. Nach dem Anfang mit Hip-Hop produzierte er bald auch Musik anderer Stilrichtungen. Nach einem Streit mit Simmons und seinem Umzug von New York nach Los Angeles gründete er 1986 sein eigenes Label „Def American“, das 1993 in American Recordings umbenannt wurde.
Rubin gilt generell als einer der einflussreichsten und angesehensten Produzenten der Gegenwart. 2006 und 2008 wurde Rubin in der Kategorie „Produzent des Jahres“ mit einem Grammy ausgezeichnet.
In negative Schlagzeilen und finanzielle Bedrängnis kam Rubin im Jahr 1995, als bei einem Brand in seinem Haus der Musiker Genesis P-Orridge (Throbbing Gristle, Psychic TV) schwer verletzt wurde. P-Orridge klagte auf Schmerzensgeld, da er mehrere Jahre an Bewegungseinschränkungen aufgrund der Brandverletzungen zu leiden hatte.
Seit Mai 2007 ist Rubin Co-Chef des zu Sony/BMG gehörenden Labels Columbia Records. Seine Berufung  wurde unter anderem als Zeichen des Umdenkens verstanden, mit dem sich die Musikindustrie aus der Krise retten wollte. Rubin plädierte 2010, als Spotify noch in den Kinderschuhen steckte, für eine neuartige Form der Musik-Vermarktung in Form eines Abo-Modells.
2011 erwarb er das Tonstudio Shangri-La in Malibu für zwei Millionen Dollar.
2019 entstand unter der Regie von Morgan Neville und Jeff Malmberg die vierteilige Dokuserie Shangri-La, die sich Rick Rubins Arbeit widmete.

## Diskografie (Auswahl)
- 1985: LL Cool J – Radio
- 1986: Beastie Boys – Licensed to Ill
- 1986: Slayer – Reign in Blood
- 1987: The Cult – Electric
- 1987: Public Enemy – Yo! Bum Rush the Show
- 1988: Masters of Reality – Masters of Reality (The Blue Garden)
- 1988: Danzig – Danzig
- 1988: Public Enemy – It Takes a Nation of Millions to Hold Us Back
- 1988: Slayer – South of Heaven
- 1988: Danzig – Danzig II: Lucifuge
- 1990: Trouble – Trouble
- 1990: Slayer – Seasons in the Abyss
- 1991: Red Hot Chili Peppers – Blood Sugar Sex Magik
- 1992: Danzig – Danzig III: How the Gods Kill
- 1993: Mick Jagger – Wandering Spirit
- 1994: Tom Petty – Wildflowers
- 1994: Johnny Cash – American Recordings
- 1995: AC/DC – Ballbreaker
- 1995: Red Hot Chili Peppers – One Hot Minute
- 1996: Donovan – Sutras
- 1996: Johnny Cash – Unchained
- 1998: System of a Down – System of a Down
- 1999: Melanie C – Northern Star
- 1999: Red Hot Chili Peppers – Californication
- 2000: Rage Against the Machine – Renegades
- 2000: Johnny Cash – American III: Solitary Man
- 2001: System of a Down – Toxicity
- 2001: American Head Charge – The War of Art
- 2001: Nusrat Fateh Ali Khan – The Final Studio Recordings
- 2002: Audioslave – Audioslave
- 2002: Red Hot Chili Peppers – By the Way
- 2002: System of a Down – Steal This Album!
- 2002: Johnny Cash – American IV: The Man Comes Around
- 2003: The Mars Volta – De-Loused in the Comatorium
- 2003: Jay-Z – The Black Album
- 2004: Slipknot – Vol. 3: (The Subliminal Verses)
- 2004: The (International) Noise Conspiracy – Armed Love
- 2005: Weezer – Make Believe
- 2005: Shakira – Fijación Oral / Oral Fixation 1
- 2005: Neil Diamond – 12 Songs
- 2005: System of a Down – Mezmerize & Hypnotize
- 2006: Red Hot Chili Peppers – Stadium Arcadium
- 2006: Johnny Cash – American V: A Hundred Highways
- 2006: Dixie Chicks – Taking the Long Way
- 2006: Slayer – Christ Illusion
- 2006: Justin Timberlake – (Another Song) All Over Again (aus FutureSex/LoveSounds)
- 2007: Linkin Park – Minutes to Midnight
- 2008: Neil Diamond – Home Before Dark
- 2008: Jakob Dylan – Seeing Things
- 2008: Metallica – Death Magnetic
- 2008: Scars on Broadway – Scars on Broadway
- 2009: Gossip – Music for Men
- 2009: Slayer – World Painted Blood
- 2010: Johnny Cash – American VI: Ain’t No Grave
- 2010: Gogol Bordello – Trans-Continental Hustle
- 2010: Linkin Park – A Thousand Suns
- 2010: Kid Rock – Born Free
- 2010: Josh Groban - Illuminations
- 2011: Red Hot Chili Peppers – I’m with You
- 2011: Adele – 21
- 2012: Linkin Park – Living Things
- 2012: ZZ Top – La Futura
- 2012: Avett Brothers – The Carpenter
- 2012: Lana Del Rey – Ride
- 2013: Black Sabbath – 13
- 2013: Mac Miller – Watching Movies with The Sound off
- 2013: Kanye West – Yeezus
- 2013: Eminem – The Marshall Mathers LP 2
- 2013: Jake Bugg – Shangri La
- 2013: Lady Gaga – Artpop
- 2014: Ed Sheeran – X
- 2014: Angus & Julia Stone – Angus & Julia Stone
- 2015: GoldLink – And After That, We Didn’t Talk
- 2016: Kanye West – The Life of Pablo
- 2016: Various – Star Wars Headspace
- 2016: James Blake – The Colour in Anything
- 2016: The Avett Brothers – True Sadness
- 2017: Billy Corgan – Ogilala
- 2017: Jovanotti – Oh, vita!
- 2017: Eminem – Revival
- 2018: Smashing Pumpkins  – Vol.I / LP - No Past, No Future, No Sun
- 2019: Carlos Santana – Africa Speaks
- 2019: Kae Tempest – The Book of Traps and Lessons
- 2020: The Strokes – The New Abnormal
- 2021: Imagine Dragons – Mercury/Act 1
- 2022: Imagine Dragons – Mercury/Act 2
- 2022: Red Hot Chili Peppers – Unlimited Love
- 2022: Red Hot Chili Peppers – Return of the Dream Canteen
- 2024: Marcus King – Mood Swings

## Veröffentlichungen
- Rick Rubin, Neil Strauss: The Creative Act: A Way of Being. Penguin Press, New York 2023, ISBN 978-0-593-65288-6. (kreativ. Die Kunst zu sein, übers. Judith Elze, O. W. Barth, München 2023, ISBN 978-3-426-29339-3.)